# Rongelap Airport
Rongelap Airport är en flygplats i Marshallöarna.   Den ligger i kommunen Rongelap, i den nordvästra delen av Marshallöarna, 700 km nordväst om huvudstaden Majuro. Rongelap Airport ligger 8 meter över havet. Den ligger på ön Rongelap.
Terrängen runt Rongelap Airport är mycket platt.